# Thomas Khurana
Thomas Khurana (* 1975) ist ein deutscher Philosoph. Seit 2020 ist er Professor für Philosophische Anthropologie und Philosophie des Geistes an der Universität Potsdam. Seit 2021 leitet er das dortige Center for Post-Kantian Philosophy.

## Leben
Thomas Khurana studierte Psychologie, Philosophie, Soziologie und Allgemeine und Vergleichende Literaturwissenschaft an der Universität Bielefeld und der Freien Universität Berlin. Nach einer Promotion an der Universität Potsdam war er von 2005 bis 2009 wissenschaftlicher Mitarbeiter am Institut für Philosophie und wissenschaftlicher Koordinator des GK Lebensformen und Lebenswissen an der Universität Potsdam. Von 2009 bis 2014 war er wissenschaftlicher Mitarbeiter am Exzellenzcluster Normative Orders der Goethe-Universität Frankfurt am Main. Nach Lehrstuhlvertretungen an der Universität Leipzig und der Goethe-Universität Frankfurt am Main war Khurana von 2017 bis 2020 Lecturer of Philosophy an der University of Essex und Heisenberg-Stipendiat der DFG am Department of Philosophy der Yale University.
Khurana war zudem Heuss Visiting Professor an der New School for Social Research (2009), Humboldt Fellow am Committee on Social Thought der University of Chicago (2010-11) und Max Kade Visiting Professor an der Yale University. Khurana leitet das Center for Post-Kantian Philosophy und ist assoziiertes Mitglied des Forschungsverbunds Kritische Theorie in Berlin. 

## Forschungsschwerpunkte
Khurana versteht sich als post-Kantischen Philosophen in dem doppelten Sinne, dass seine philosophischen Fragen die kantische Problemstellung voraussetzen, seine eigenen Antworten aber zugleich verlangen, über Kant hinaus zu gehen.
Seine Arbeitsbereiche sind Kant und Hegel; Post-Kantische europäische Philosophie; Sozialphilosophie; Ethik und Ästhetik; Philosophische Anthropologie; Kritische Theorie; Psychoanalyse. Seine Forschungsschwerpunkte sind: Die Kunst der zweiten Natur; Selbstbewusstsein und Selbstvergegenständlichung; die Sozialität der menschlichen Lebensform; Philosophie des Anthropozäns.

## Schriften (Auswahl)
Monographien
- Die Dispersion des Unbewussten. Freud – Lacan – Luhmann. Gießen 2002, ISBN 3-89806-124-8.
- Sinn und Gedächtnis. Die Zeitlichkeit des Sinns und die Figuren ihrer Reflexion. München 2007, ISBN 3-7705-4519-2.
- Das Leben der Freiheit. Form und Wirklichkeit der Autonomie. Berlin 2017, ISBN 978-3-518-29798-8.

Herausgaben
- Recognition and the Second Person, Gastherausgabe des Special Issue des European Journal of Philosophy 29:3 (2021)
- Negativität: Kunst – Recht – Politik, hg. gemeinsam mit D. Quadflieg, J. Rebentisch, F. Raimondi, D. Setton, Berlin 2018, ISBN 978-3-518-29867-1
- The Freedom of Life: Hegelian Perspectives (Freiheit und Gesetz III), Berlin 2013, ISBN 978-3-941-36021-1
- Paradoxien der Autonomie (Freiheit und Gesetz I), hg. gemeinsam mit C. Menke, Berlin 2011; zweite Auflage 2019, ISBN 978-3-941360-10-5
- Latenz. 40 Annäherungen an einen Begriff, hg. gemeinsam mit S. Diekmann, Berlin 2007, ISBN 3-16-152398-9.